# بيتار جوكيتش (كرة سلة)
بيتار جوكيتش مواليد 12 يوليو 1991 في نوفي ساد، هو لاعب كرة سلة صربي. بدأ مسيرته الاحترافية في سنة 2010. لعب مع نادي ميغا لكرة السلة في الدوري الصربي لكرة السلة ونادي ستروميكا لكرة السلة في الدوري المقدوني لكرة السلة.

## روابط خارجية
- بيتار جوكيتش (كرة سلة) على موقع كرة السلة الأوروبية.كوم (الإنجليزية)
- بيتار جوكيتش (كرة سلة) على موقع بروبوليرز (الإنجليزية)